# Nyugati világ
|  | Ez a szócikk a nyugati világról a Kelet-Nyugat dichotómia értelmében szól. Hasonló címmel lásd még: Nyugat (egyértelműsítő lap). |

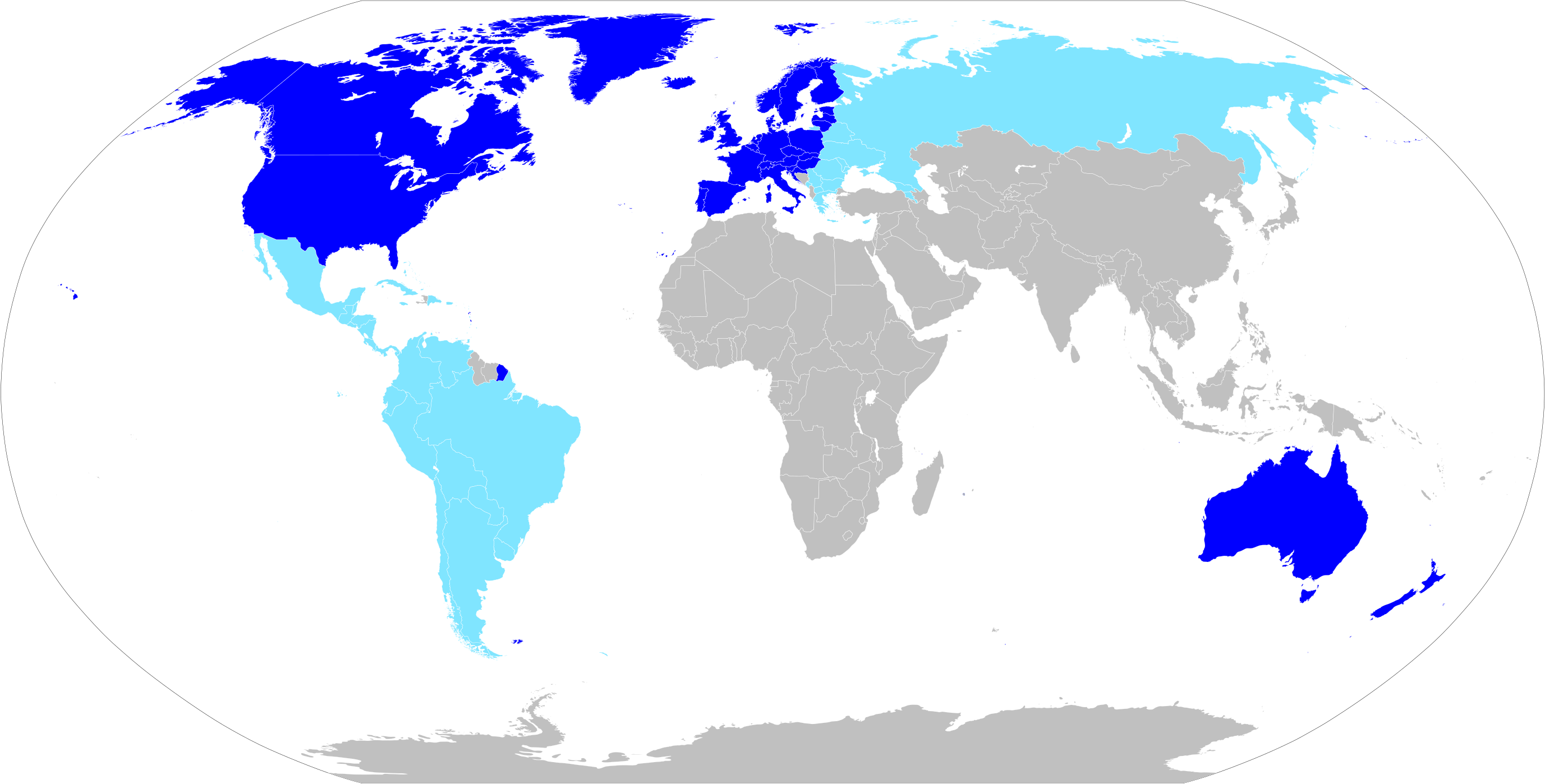
A nyugati világ Samuel P. Huntington 1996-ben megjelent A civilizációk összecsapása és a világrend átalakulása című könyve alapján. Türkizzel Latin Amerika és az ortodox világ, ezek hol a Nyugathoz tartoznak, hol csak a Nyugattal közvetlen összeköttetésben álló távolabbi civilizációk.

A nyugati világ, másképp a Nyugat fogalma alatt különböző régiókat, nemzeteket és államokat értünk, szövegkörnyezettől függően általában Európa nagy részét, Ausztrálázsiát, és az amerikai kontinenst. A nyugati kultúrába leggyakrabban Ausztráliát, Kanadát, az EFTA, az EU európai tagállamait, az európai törpeállamokat, Új-Zélandot, az Egyesült Királyságot és az Egyesült Államokat sorolják.
A nyugati civilizáció szülőhelyének az ókori Görögországot és ókori Rómát szokás tartani – mivel Görögország nagyban befolyásolta Rómát –, az előbbit a filozófiára, demokráciára, tudományra, esztétikára, építészeti megoldásokra, míg az utóbbit a művészetekre, törvényre, hadviselésre, kormányzásra, köztársaságra, mérnöki tudományokra és vallásra gyakorolt hatása miatt. A nyugati civilizációt túlnyomórészt a kereszténységgel szokták azonosítani, amit tulajdonképpen a hellenisztikus filozófia, judaizmus és római kultúra formált. A nyugati kultúra modern kori formája a reneszánsz kor, a földrajzi felfedezések kora, a felvilágosodás, az ipari és tudományos forradalom útján alakult ki.  A 15-20. századig némely nyugati hatalomnak köszönhetően az imperializmus, gyarmatosítás és krisztianizáció, majd később a popkultúra hatására, a világ többi területét is elérte a nyugati befolyás, amely jelenséget nyugatiasodásnak vagy globalizációnak nevezzük.
Hogy pontosan mely is a Föld nyugati fele, az a nyugati római katolikus és keleti ortodox egyházak közötti teológiai és módszertani elkülönülés során dőlt el. Mielőtt a világ megismerte Amerikát, a nyugat, mint elnevezés, szó szerint volt értetődő, szembeállítva a katolikus Európát az ortodox európai országokkal, a Közel-Kelettel és Észak-Afrikával, Fekete-Afrikával, Dél-Ázsiával, Délkelet-Ázsiával és Kelet-Ázsiával, amit a kora újkor embere Európában a keleti világnak titulált el.
A 20. század közepére a nyugati kultúra világszerte ismertté vált, hála a tömegmédia: film, rádió, televízió és zenei felvételek; és a nemzetközi közlekedés és távközlés döntő szerepének a globalizációban. A modern szóhasználat szerint a nyugati világ néha foglalja magába Európát és azokat a területeket, ahol a gyarmatosítás kora óta nagy lélekszámban élnek európai származásúak. Az utóbbira szembetűnő példa az, hogy Ausztráliát is általában a nyugati világhoz sorolják, hiába a keleti féltekén fekszik; az efféle helyzetek a nagyszámú brit befolyás és az európaiak emigrációja miatt jöhettek létre, ami mind politikailag, mind kulturálisan is a nyugathoz láncolták az országot.

### Magyarországon és Keleten
Idehaza gyakran kicsit más jelentéstartalma van annak, hogy mi számít nyugatinak. Magyarországot nemzetközileg európai mivolta miatt a nyugati világba sorolják. A középkorban erős európai hatalomnak számított, miután a magyarság letelepedett és felvette a kereszténységet, ezzel megalapítva az országot. Ám mióta a török uralma alá vonta, fontosságát Európa számára elvesztette és legyengült, azonban az Osztrák-Magyar Monarchia részeként ismét befolyásos állammá vált, mígnem elvesztette területeit. Habár a két világháború között is sikerült lépést tartania Európával, a szovjet megszállást követően lemaradt, és a hidegháborúban a második világ része volt. Akkor alakult ki a kifejezés mai magyar értelmezése: minden olyan ország, ami a hidegháború alatt a kapitalista ideológiát követte, de azon belül is csak Európa és Észak-Amerika országai. Manapság az átlag magyar, főként az idősebb korosztály, nyugatinak nevezi az előbb említett területeket. Ehhez kapcsolódik az ország fejletlensége a többi nyugati országhoz képest. Ugyanez a definíció igaz a többi volt szovjet szatellitállamra és az egykori Szovjetunió tagállamaira is.
Másik értelmezés szerint az egykori szocialista blokkban és a keleti világban a nyugati kifejezés egyet tesz azzal, hogy az adott szokás, elképzelés vagy termék modern. A 20. század elején, főként a kelet-ázsiai fejlődő államok nevezték a nyugati befolyással hozzájuk beáramló dolgokat modernnek.

## Fordítás
- Ez a szócikk részben vagy egészben  a   Western world című angol Wikipédia-szócikk ezen változatának fordításán alapul.  Az eredeti cikk szerkesztőit annak laptörténete sorolja fel. Ez a jelzés csupán a megfogalmazás eredetét és a szerzői jogokat jelzi, nem szolgál a cikkben szereplő információk forrásmegjelöléseként.